# Krasińskituin
De Krasińskituin of het Krasińskipark (Pools: Ogród Krasińskich w Warszawie) is een park aansluitend aan het Krasińskipaleis ten westen van de Oude stad en de Nieuwe stad in Warschau.
Het park is ontworpen door de Nederlands-Poolse architect Tielman van Gameren. De tuin was een privétuin tussen 1676 en 1766. Het park werd opengesteld, nadat de Poolse overheid het kasteel overnam voor de Commissie van Financiën: Koninklijke schatkist van Polen-Litouwen. Bij het kasteel hoorde ook de tuin.
De tuin veranderde vaak in de 19e eeuw. In de Tweede Wereldoorlog was het park een van de weinige plekken waar Joden mochten komen en daarom heel populair bij deze bezoekers. Na de oorlog zijn de tuinen het park uitgebreid en verdeeld in diverse secties, door de wegen die door het gebied lopen. In het park staat o.a. het monument voor de Slag bij Monte Cassino.